# Задирака Костянтин Васильович
Задирака Костянтин Васильович (нар. 20 травня 1911 — 1967) — радянський вчений, доктор фізико-математичних наук, старший науковий співробітник Інституту математики НАН України.

## Життєпис
Народився 20 травня 1911 року в селі Інгулка в сім'ї селян-бідняків.
З 1925 по 1927 рр. К. В. Задирака навчався на механічному факультеті профтехшколи в м. Миколаєві, де отримав спеціальність слюсаря 3-го розряду. 1927 по 1930 рр. навчався на фізико-математичному факультеті Миколаївського інституту народної освіти. З 1934 по 1939 рік навчався в Держуніверситеті в м. Києві.
З січня 1940 по серпень 1941 рр. працював викладачем математики у Київському артилерійському училищі Міністерства оборони СРСР (м. Київ — м. Красноярськ). В 1941 р. сім'я Задираки з артучилищем була евакуйована в м. Красноярськ.
Після звільнення Києва сім'я повертається в м. Київ. З 1944 по 1946 рр. Костянтин Васильович працював асистентом кафедри математики в Інституті харчової промисловості Міністерства харчової промисловості СРСР (м. Київ). У вересні 1946 р. почав працювати в Інституті математики АН УРСР на посаді молодшого наукового співробітника. В Інституті математики пропрацював до останніх днів свого життя.

## Науковий вклад
Перший напрямок наукової роботи К. В. Задираки пов'язаний з дальшою розробкою методу академіка С. О. Чаплигіна двосторонніх наближень до розв'язків звичайних диференціальних рівнянь та застосуванням його для побудови верхніх і нижніх оцінок власних значень та функцій крайових задач математичної фізики. Другий напрямок наукової діяльності К. В. Задираки присвячений дослідженню так званих нерегулярно збурених нелінійних диференціальних систем (автономних та неавтономних). Дослідження К. В. Задираки мають широке застосування в задачах механіки, електротехніки, радіотехніки, космічної навігації, автоматичного управління тощо.
К. В. Задирака мав 36 наукових статей.